# Werder (niedersächsische Adelsgeschlechter)
Werder oder lateinisch Insula ist der Name mehrerer uradliger Familien aus Niedersachsen bzw. dem äußersten Nordhessen, die in der Forschung oft unzureichend unterschieden wurden.

## Grafen von Gieselwerder
Dieses Geschlecht nannte sich nach Gieselwerder an der Weser. 1071 wird ein Graf Rether als Parteigänger Herzog Ottos von Northeim erwähnt. Ob er bereits, wie seine beiden Nachfolger in erzbischöflich mainzischem Dienst stand, ist offen.
Aus einer, nach der Bestätigungsurkunde von 1144 gefälschten, Urkunde Erzbischof Ruthards von Mainz über die Stiftung des Klosters Bursfelde durch Graf Heinrich den Fetten von Northeim  geht hervor, dass Albert von Werder (Albertus de Insula) einen Großteil des Ortes, an dem das Kloster errichtet wurde, an den Grafen verkauft hatte. Alberts Bruder, Ludolf von Werder, Domherr in Magdeburg, hatte diesen Verkauf erfolgreich angefochten, übertrug den strittigen Besitz aber, besagter gefälschter Urkunde zufolge, nun, im Jahre 1093, selbst dem Kloster.
Zwischen 1105 und 1129 tritt Burchard de Insula in mehreren Urkunden auf. Er war ein Wanderer zwischen den Welten, denn er urkundet sowohl in Hildesheimer Urkunden, wie in Mainzer. Da er zudem, wie der zeitgleich lebende Burchard I. von Loccum agiert, beide in einem Teil des Ambergaus amtierten, könnte man beide Personen für identisch halten, gäbe es nicht eine Urkunde, in welcher beide miteinander urkunden. Die beiden Grafen dürften miteinander versippt, zumindest verschwägert gewesen sein.
Auf Burchard von Insula folgt ein weiterer Rether von Insula, der in mehreren wichtigen Urkunden der Mainzer Erzbischöfe um 1150 als Zeuge agiert. Sein Vater hieß Widold. Rether bezeugt die bedeutende Urkunde im Jahr 1144, als Erzbischof Heinrich I. von Mainz in Rosdorf, dem Stammsitz der Herren von Rosdorf, Heinrich II. von Winzenburg mit dem Erbe der Grafen von Northeim belehnt. Aus der Familie der Rosdorfer ist Konrad von Geismar als Zeuge zugegen.

## Grafen von Werder
Die Hauptsitze dieser Familie lagen in Werder an der Nette (im Ambergau) und in Emne (bei Gronau). Ihre Grafschaftsrechte waren ein Lehen des Reichsstifts Gandersheim.
Die Familie von Werder war mit den Grafen von Wöltingerode verschwägert und versippt, was dazu führte, dass letztere, nach dem Erlöschen dieses Geschlechts von Werder im Mannesstamm, die Amtsführung im Ambergau von den von Werder übernahmen.
Zeitgleich mit Rether von Gieselwerder tritt Teodericus de Insula auf, als Dietrich I. von Werder-Emne sehr wahrscheinlich Stammvater dieser Familie. Er war Schwiegersohn von Graf Ludolf von Wöltingerode. Anders als in der älteren Forschung mitunter vermutet, war  Dietrich von Werder-Emne wohl kein Sohn Burchards von Gieselwerder. Dietrich von Werder-Emne urkundet zwischen 1147 und 1172.
Zwischen 1173 und 1190 taucht Graf Dietrichs Sohn, Dietrich II. von Werder-Emne, in den Urkunden auf. Er ist unter den Zeugen, als das Kloster Wöltingerode zu Ehren seiner Großeltern gestiftet wird. Gemeinsam mit ihm testieren die Brüder Egilmar und Friedrich von Rothe, wie sich der Seitenzweig der Herren von Rosdorf, die Herren von Hardenberg ursprünglich nannten.
Von Dietrich II. von Werder-Emne sind drei Söhne, namens Dietrich (III), Ludger und Konrad, überliefert. Graf Dietrich III. von Werder-Emne urkundet zwischen 1190 und 1220. Er starb ohne Erben, wie sein Bruder Ludger. Graf Ludger von Werder-Emne war Mitbesitzer der Orte Ammenhusen und Waldenhusen, gemeinsam mit Lippold von Escherde und Gunter von Bovenden aus der Familie der Herren von Rosdorf. Graf Ludger urkundet zwischen 1217 und 1225. Er starb am 10. Juli 1226 oder 1227 und sein Erbe wurde auf die Verwandten verteilt.
Konrad de Insula (Werder-Emne), der dritte Sohn Dietrich II., war Geistlicher. Zunächst Domherr zu Hildesheim, war er später Propst von St. Mauritius, dem Kloster, dessen Vogt Lippold von Escherde und dessen Nachkommen waren. Lippold von Escherde war ein Schwager Konrad von Insulas. Als Erbe des größten Teils der Erbschaft seines Vaters und seiner verstorbenen Brüder, teilte er sich das Erbe mit seinen beiden Neffen, den Grafen von Herzberg-Wohldenberg. Ein Teil dieses gemeinsamen Besitzes war der Anteil von einem Viertel am Pandelbachwald. Die Grafen von Werder teilten sich den Besitz dieses Waldes mit den Herren von Freden, Mitgliedern der Familie der Herren von Rosdorf, sowie mit den Herzögen von Braunschweig-Lüneburg.
Vor seinem Tod 1255 verkaufte Konrad de Insula gemeinsam mit seinem Neffen, Hermann von Wohldenberg, das Stammgut Emne an das Bistum Hildesheim. Damit endet die gräfliche Linie von Werder-Emne.

## Herren von dem Werder

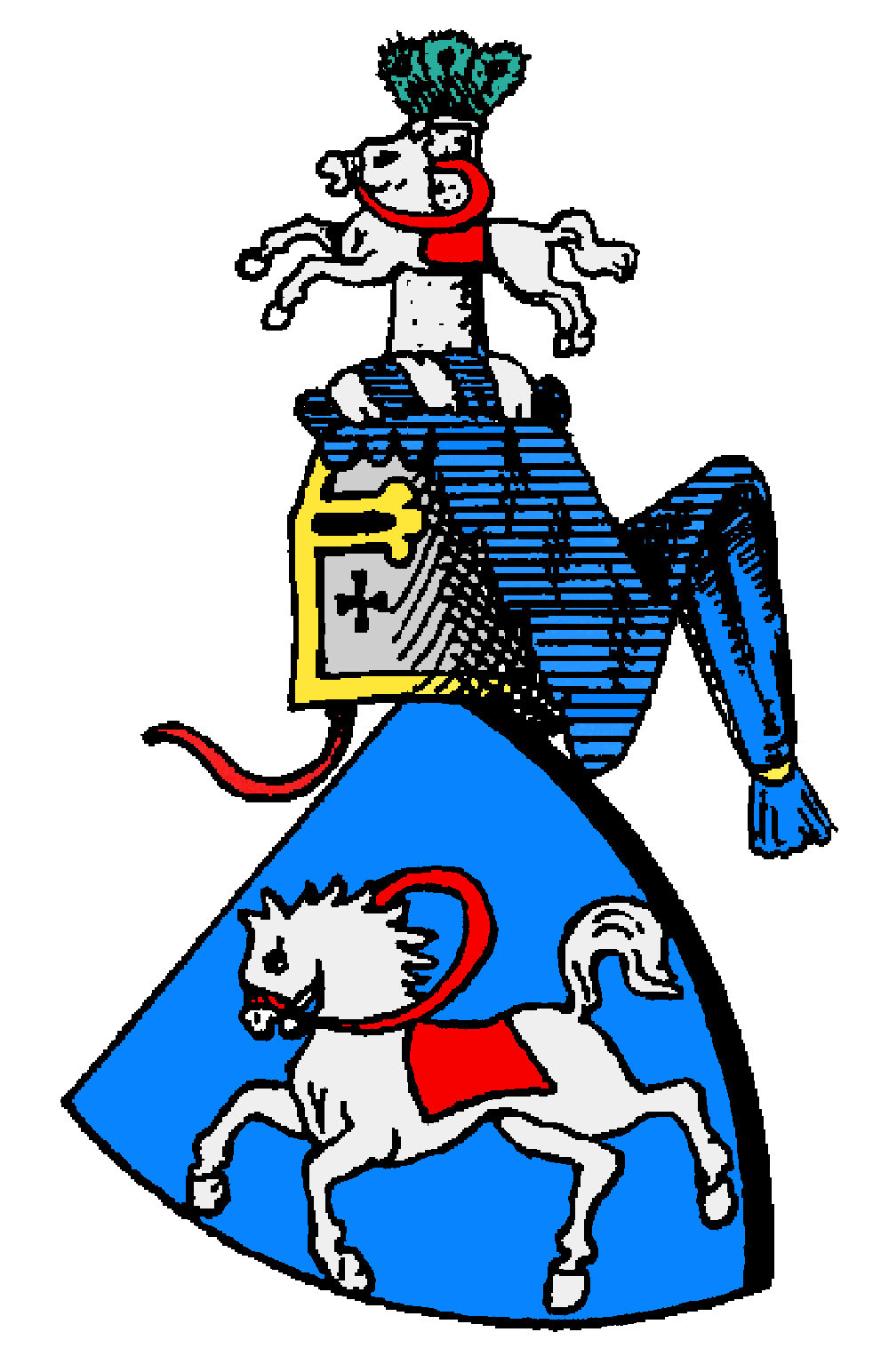
Stammwappen derer von dem Werder

Angehörige des Ministerialengeschlechts von dem Werder (de insula) oder vom Alten Markt (de antiquo foro oder de veteri foro), traten im 12. und 13. Jahrhundert wiederholt als Vögte der Stadt Hildesheim oder als Vögte des bischöflichen Eigenklosters St. Michael in Erscheinung.
Werner Wittich vermutete, dass diese Familie ursprünglich frei gewesen und erst im 12. Jahrhundert in die Ministerialität des Hochstifts Hildesheim eingetreten sei. Georg Bode widersprach Wittichs Annahmen vehement, spätere Forscher folgten, in abgemilderter Form, Bodes Argumentation. Anne Südbeck hält eine Gleichsetzung der Familien de insula und de antiquo/veteri foro nicht für zwingend und rät zur Vorsicht. Mehrere Angehörige der Familie vom Alten Markt waren nach ihren Forschungen Vögte von St. Mauritius in Hildesheim.
Liutoldus oder Ludolf von dem Werder  tritt erstmals 1132 in einer Urkunde Bischof Bernhard I. von Hildesheim als Vogt der Stadt Hildesheim in Erscheinung. Die zweite Urkunde, in der Ludolf von dem Werder als Vogt der Stadt und seines Bischofs auftritt ist zwischen 1132 und 1141 zu datieren. Beide Urkunden hängen inhaltlich miteinander zusammen. Sie sind aufschlussreich für die familiären Bezüge der von Werder zum Klan der Herren von Rosdorf, da zahlreiche Zeugen den miteinander verwandten Familien zuzuordnen sind: der Stifter Siegfried von Mehle gehört zum Umfeld der Herren von Escherde, Bodo von Wichbike (= Adelebsen) ist verschwägert mit den von Bovenden, von Hardenberg, von Rosdorf; Ernst von Rössing (de Rothigge) ist verschwägert mit den von Escherde und den von Rosdorf, Lippold von dem Werder ist ein Bruder des Vogtes. Neben Lippold von dem Werder hatte Ludolf von dem Werder noch einen weiteren Bruder, Hugo von dem  Werder, der häufig ebenfalls gemeinsam mit seinen Brüdern urkundet.
Neben dem an der Innerste gelegenen Stammsitz (dort, wohin 1660 die Hildesheimer Kartause verlegt wurde), gehörte der Familie ein Eigengut in Heisede. Das nahe Sarstedt gehörte den Herren von Escherde. Zudem hatten die Werder in Escherde gemeinsam mit den von Escherde Besitz.
1147 bezeugen Ludolf und Lippold von dem Werder eine Schenkung Bischof Bernhards von Hildesheim zu Ildehausen. Dieser Ort war bereits 965 anlässlich einer Besitzrückübertragung Kaiser Otto I. an Graf Billing erwähnt worden. 1309 verkauften Friedrich von Rosdorf und Hildebrandt von Hardenberg den Ort.
Als im Jahr 1150 Bischof Bernhard Hermann II. von Winzenburg erneut mit seiner Stammburg belehnte, bezeugen dies Graf Ludolf von Wöltingerode, Graf Dietrich von Werder-Emne, sowie die Brüder Ludolf, Lippold und Hugo von dem Werder. 75 Jahre später befinden sich Teile der Burg sowie ihrer Außenwerke im Besitz der Herren von Escherde und von Freden. Dies wirft die überaus interessante Frage auf, auf welchem erbrechtlichem Weg Teile des Winzenburger Erbes bei Mitgliedern der Familie der Herren von Rosdorf landeten. Die Bezüge zwischen den Urkunden von 1144 (in Rosdorf), 1150 (Winzenburg), 1151 (Schöneberg) sind jedenfalls auffällig.
Ein Verwandter der drei Brüder war Heinrich von dem Werder, der zwischen 1175 und 1209 urkundet. Als besagter Heinrich sein Gut Brockhausen (bei Schwalenberg) an das Abtei Marienmünster verkauft, stimmen dem Verkauf Hugo von dem Werder, sein Sohn Lippold, aus dem Klan der Herren von Rosdorf, Lippold von Escherde, Konrad von Bovenden, Friedrich von Rothe ebenso zu, wie die Grafen Burchard und Ludolf von Woldenberg und Hermann von Lüchow. Interessanterweise stehen die Rosdorfer in der Zeugenreihe vor den drei Grafen, was andeutet, dass sie unisono zu den Nobiles zählten.
Als 1236 Bischof Konrad von Hildesheim das von Lippold von Escherde gegründete Kloster Escherde in Schutz nimmt, bezeugen dies neben Hugo von dem Werder (aus der Enkelgeneration) die Verwandten Dietrich und Lippold von Escherde, Basilius und Lippold von Escherde, Heinrich von Schalksberg und Ernst von Rothe.
Der Hildesheimer Domherr Ludold von dem Werder war 1181 bis 1218 Propst des Kreuzstifts, ab 1212 auch Propst von St. Mauritius, sein Bruder Lippold war Vogt von St. Michael.
Enno Bünz vermutete, dass der gegen Ende des 12. Jahrhunderts mit einer Tochter des holsteinischen Overboden Marcrad II. verheiratete Fernhändler Hugo von Hildesheim, aufgrund seiner Verbindungen zum Kloster St. Michael in Hildesheim und seines damals nördlich der Elbe eher ungewöhnlichen Namens, ebenfalls dieser Familie zuzuweisen sei.
Die Burg Werder in die „sich Friedensbrecher zurückgezogen hatten“ wurde 1240 von Bischof Konrad belagert und zerstört.
Die Brüder Lippold und Wulver von dem Werder siegelten 1290 mit zwei verschiedenen Wappen, Lippold mit einem gesattelten Ross, Wulver mit einem gerauteten Schild.
Otto von dem Werder wurde 1491 von Herzog Heinrich dem Älteren mit dem Gut Bisperode belehnt. Andere Angehörige des Familienverbandes besaßen zu Beginn des 16. Jahrhunderts pfandweise die Burg Ummendorf. Ein Zweig gehörte der Lübecker Zirkelgesellschaft an.
Anfang des 16. Jahrhunderts war Heino von dem Werder († 1535) Propst des Cyriacusstifts in Braunschweig und Propst des Klosters Ebstorf. Seine Verwandte Katharina von dem Werder starb 1583 als Domina von Kloster Ebstorf.
Hartwig von dem Werder († 1567) erwarb kurz vor seinem Tod Gröbzig sowie das Vorwerk Sorge und die Wüstung Gerbißdorf, welche zum Ort Werdershausen zusammengefasst wurden. Einer seiner Enkel war der Übersetzer und Dichter Diederich von dem Werder († 1657). Nach dem Tod Jobst von dem Werders, des letzten männlichen Vertreters des Bisperoder Familienzweiges, im Jahre 1665 suchten die Angehörigen der Werdershausener Linie vergeblich dessen Güter an sich zu bringen.

### Wappen

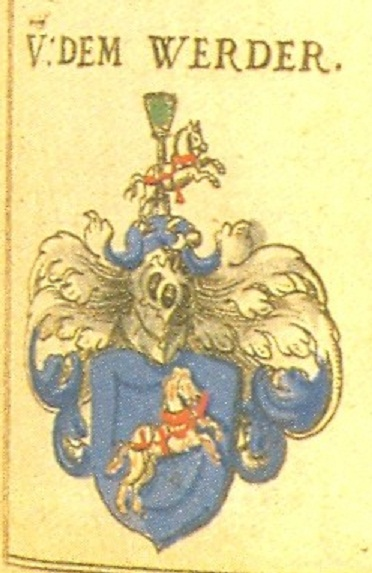
Wappen derer von dem Werder im Siebmacher von 1605

- Das Stammwappen zeigt in Blau ein schreitendes rot-gezäumtes silbernes Ross. Auf dem Helm mit blau-silbernen Decken das Ross vor einen silbernen Schaft, der mit einem natürlich Pfauenwedel besteckt ist.
- Das gemehrte Wappen des Geschlechts ist geviert, die Felder 1 und 4 zeigen in Blau ein schreitendes rot-gezäumtes silbernes Ross, die Felder 2 und 3 in Blau ein silbernes Gitter. Auf dem Helm mit blau-silbernen Decken das Ross vor einen blauen Schaft, der mit einem natürlichen Pfauenwedel besteckt ist.

## Briefadliges Geschlecht in Südhannover
Die Werder in Südhannover gehen zurück auf Heinrich von dem Werder, dem am 18. November 1522 Herzog Erich von Braunschweig die Grundhufe in Bollhausen und zwei Hufen in Eschershausen verlieh. Die Familie erhielt die königlich-preußische Adelsanerkennung als von Werder durch ein Reskript des preußischen Heroldsamtes.
Die Familie hat einen Familienverband unter dem Namen v. Werder e. V., Zweig Südhannover. Er wurde 1936 in Göttingen gegründet.